# Alpheus microscaphis
Alpheus microscaphis is een garnalensoort uit de familie van de Alpheidae. De wetenschappelijke naam van de soort is voor het eerst geldig gepubliceerd in 1959 door Banner.